# Electro World

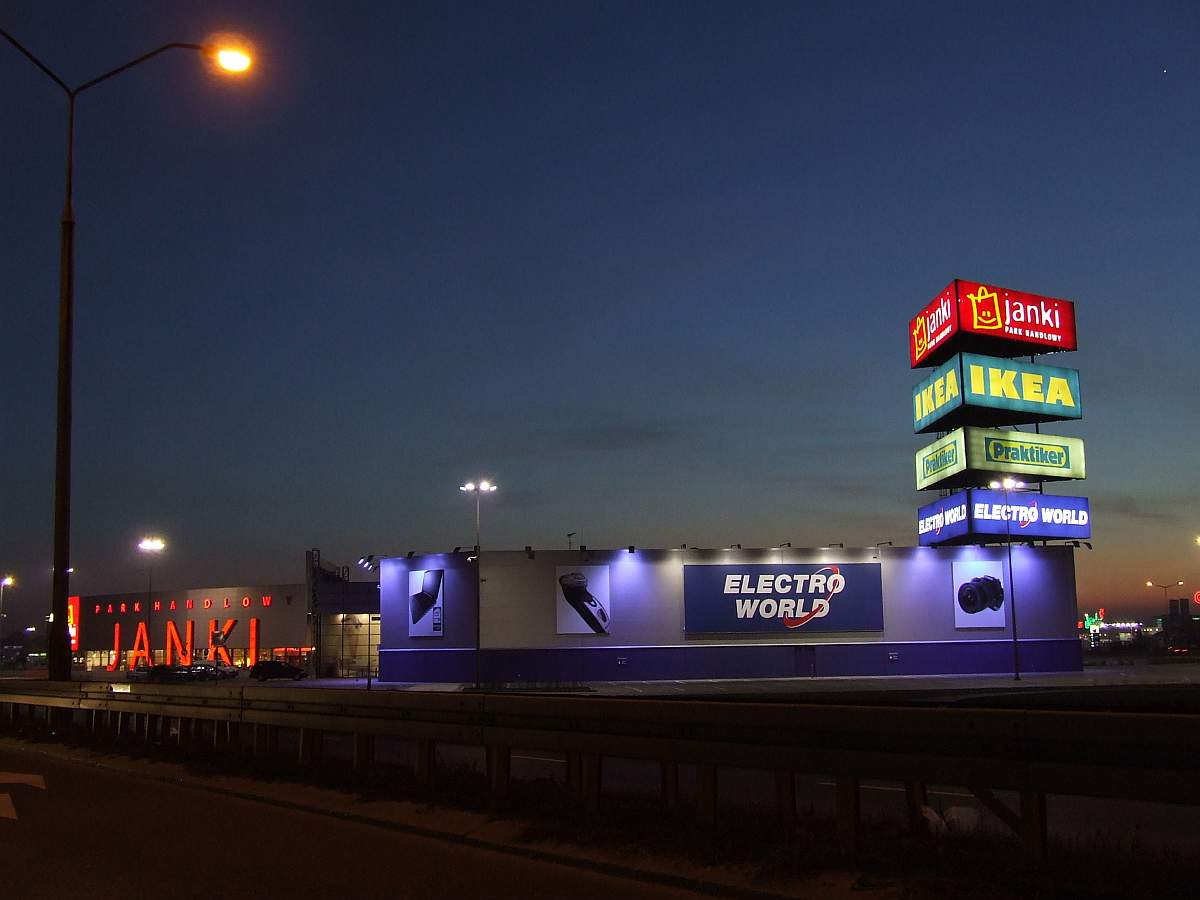
Sklep sieci Electro World w Jankach (obecnie sklep Jula)

Electro World – europejska sieć sklepów wielkopowierzchniowych oferujących artykuły RTV i AGD, sprzęt komputerowy, muzykę, telefony komórkowe oraz sprzęt i akcesoria fotograficzne. Sieć powstała dla Europy Centralnej i otworzyła ona sklepy w 6 krajach: Czechach, Grecji, Polsce, Słowacji, Turcji i Węgrzech. W 2008 Electro World uruchomił sklep internetowy.
W sierpniu 2009 właściciel sieci sklepów DSG International postanowił wycofać się z Polski. We wrześniu 2009 sieć marketów na terenie Polski została przejęta przez koncern Mix Electronics.